# Jorge Lafond
Jorge Luiz Souza Lima, mais conhecido como Jorge Lafond (Nilópolis, 29 de março de 1952 — São Paulo, 11 de janeiro de 2003), foi um ator, comediante, dançarino e drag queen brasileiro. Seu principal e mais notório personagem foi a drag queen Vera Verão.

## Biografia

### Infância
Aos seis anos de idade, Jorge Lafond já tinha a consciência de que era homossexual. Em uma entrevista à revista Raça, disse: As pessoas falavam que ser gay era uma coisa muito feia, e eu ficava com a cabeça tontinha. Mas o medo de meus pais descobrirem era tão grande que eu procurava andar na linha e estudar bastante.
Aos dez anos de idade, já trabalhava das 9 às 17 horas numa oficina mecânica, e aos fins de semana, ia com a mãe trabalhar em um parque de diversões.

### A dança
Estudou balé clássico e dança africana, chegando a trabalhar com Mercedes Baptista. Formou-se em teatro pela Universidade Federal do Estado do Rio de Janeiro.
Também era formado em educação física pela Universidade Castelo Branco.
Trabalhando em muitos cabarés do Rio de Janeiro, desde a Praça Mauá até Copacabana, abria os shows da meia-noite na boate Flórida, boate Escandinávia, boate Barbarela e terminava a noite na boate Kiss, em Irajá, às 5h da madrugada.

### Profissionalização
Começou sua carreira como bailarino no exterior com 17 anos, viajando por toda a Europa e Estados Unidos com Haroldo Costa, que tinha um grupo folclórico, no qual Lafond permaneceu por dez anos.

### Sucesso
Acabou por entrar no corpo de bailarinos do Fantástico em 1974 e depois trabalhou no programa Viva o Gordo, de Jô Soares. Em 1983, participou do especial infantil Plunct, Plact, Zuuum ao lado de Maria Bethânia e Aretha. Em 1987, fez o papel de Bob Bacall na novela Sassaricando, na Rede Globo, posteriormente (em 1990) sendo convidado por Renato Aragão para participar de Os Trapalhões, já sem o humorista Zacarias. Lá, interpretou o Soldado Divino, primo de Mussum, no quartel comandado por Sargento Pincel. Mas sua carreira foi consolidada como "Vera Verão", do humorístico A Praça é Nossa, do SBT, onde permaneceu por 10 anos. Participou também de outros filmes e novelas.
Além disso, Lafond saía como destaque em carros alegóricos de escolas de samba do Rio de Janeiro e de São Paulo. Na maioria das vezes, desfilava seminu. Fez sua estréia totalmente nu, em cima de um carro alegórico da Escola de Samba G.R.E.S. Imperatriz Leopoldinense. Trabalhou também no programa Domingo Legal onde fez sucesso com suas entrevistas cômicas no Piscinão de Ramos.

### Polêmicas
Em 2001 foi convidado a participar da campanha de prevenção a doenças sexualmente transmissíveis pelo Ministério da Saúde mesmo causando desagrado a militantes do Grupo Gay da Bahia e do Grupo de Gays Negros da Bahia, pois viam que a personagem Vera Verão estaria emprestando sua imagem de um estereótipo do gay que seria pejorativo.
O ator sempre se envolveu em polêmicas com relação a sua homossexualidade. Em 1999, durante o lançamento da sua autobiografia Vera Verão: Bofes & Babados, ameaçou dizer os nomes de personalidades (inclusive de um famoso jogador de futebol) com quem já teria mantido relações.
Em 10 de novembro de 2002, Lafond foi convidado para participar do quadro "Homens vs. Mulheres" no programa Domingo Legal, no SBT. Caracterizado de Vera Verão, Lafond integrava o lado feminino da disputa, mas foi retirado do palco em dado momento, supostamente a pedido do padre Marcelo Rossi, que se apresentaria no programa dali a alguns minutos. Após a apresentação, a produção solicitou insistentemente que Lafond retornasse, pois o padre já havia saído. Porém, ele não voltou. Numa entrevista à Revista Quem, padre Marcelo Rossi negou o episódio e afirmou que nunca discriminou Jorge Lafond.
No dia 17 de novembro de 2002, uma semana depois do incidente, Lafond foi internado em estado grave, com problemas cardíacos. Num primeiro momento, os médicos diagnosticaram uma crise hipertensiva. Nas semanas seguintes após o incidente, diversas foram suas internações no hospital, sendo a última em 28 de dezembro de 2002, quando seu problema de saúde se agravou com uma crise renal, levando-o à morte.

### Morte
Hipertenso e já com problemas cardíacos, Lafond, aos 50 anos, em 28 de dezembro de 2002, acabou internado no Hospital Sepaco, na Vila Mariana, zona sul da cidade de São Paulo. Sofreu complicações renais e chegou a fazer diálise. Morreu em consequência de um infarto que se seguiu à falência de múltiplos órgãos, no dia 11 de janeiro de 2003, à 1h40 da madrugada. Foi sepultado no Cemitério do Irajá, na Zona Norte do Rio. Porém, em 2018, foi noticiado que os restos mortais de Lafond desapareceram de seu jazigo, bem como as jóias com que seu corpo havia sido enterrado.

### Homenagens póstumas
Seu corpo foi trasladado ao Rio de Janeiro para ser sepultado no Cemitério do Irajá, Zona Norte, acompanhado por cerca de cinco mil pessoas. A Polícia Militar teve de pedir reforço para conter os ânimos dos fãs que exibiam faixas e cartazes em homenagem ao ator, além de aplausos.
Em 2003, ano de sua morte, o G.R.E.S. Acadêmicos do Cubango criou o "Troféu Jorge Lafond" que homenageia os destaques do Carnaval Carioca.
A primeira escola a conquistar o Troféu Jorge Lafond foi a Unidos do Uraiti em 2005.
Em 10 de agosto de 2005, representantes de grupos homossexuais, especialmente do Quibanda-Dudu, homenagearam o ministro da Cultura, Gilberto Gil, como o mais destacado afro-brasileiro simpatizante da libertação homossexual, dando a ele um relatório sobre grupos gays negros do Brasil contendo pequenas biografias de personalidades homossexuais negras, como Vera Verão e Madame Satã.
Foi também homenageado no dia 5 de setembro de 2010, no programa Eliana exibido no SBT, pela drag queen Dimmy Kieer.
Em 29 de março de 2023, o Google homenageia com o Doodle celebrando o aniversário de 71 anos de seu nascimento.

## Carreira

### Televisão
| Ano     | Título                 | Papel                            | Emissora      |
| ------- | ---------------------- | -------------------------------- | ------------- |
| 1981    | Viva o Gordo           |                                  | Rede Globo    |
| 1983    | Plunct, Plact, Zuuum   | Dançarino do espaço              | Rede Globo    |
| 1983    | Voltei pra Você        | Zé dos Diamantes                 | Rede Globo    |
| 1987    | Sassaricando           | Bruno Ramos Cursino (Bob Bacall) | Rede Globo    |
| 1989    | Kananga do Japão       | Madame Satã                      | Rede Manchete |
| 1990–91 | Os Trapalhões          | Divino                           | Rede Globo    |
| 1992–02 | A Praça é Nossa        | Vera "Lúcia" Verão               | SBT           |
| 1993    | Adjeci Soares em Focus | Ele mesmo                        |               |
| 2004    | Meu Cunhado            | Verônica                         | SBT           |

### Cinema
| Ano  | Título          | Papel                 |
| ---- | --------------- | --------------------- |
| 1982 | Rio Babilônia   | Dançarino             |
| 1983 | Bar Esperança   | Luis                  |
| 1984 | Bete Balanço    | Ele mesmo             |
| 1986 | Rock Estrela    |                       |
| 1987 | Leila Diniz     | Waldeck               |
| 1988 | Sonhei com Você | Apresentador da boate |